# Église Saint-Martin de Nohèdes
Pour les articles homonymes, voir église Saint-Martin.
L'église Saint-Martin de Nohèdes est une église en partie romane située à Nohèdes, dans le département français des Pyrénées-Orientales.